# 6 août aux Jeux olympiques d'été de 2024
Navigation
5 août 7 août
Le mardi 6 août 2024 est le treizième jour de compétitions des Jeux olympiques d'été de 2024 à Paris en France.

## Programme
| Heure UTC+02:00 (France)                      |               |
| bleu                                          | Cérémonie     |
| neutre                                        | Épreuve       |
| or                                            | Finale        |
| orange                                        | Petite finale |
| rose                                          | Reporté       |
| gris                                          | Annulé        |
| Compétition masculine                         | Hommes        |
| Compétition féminine                          | Femmes        |
| Compétition mixte (hommes et femmes mélangés) | Mixte         |
| Compétition en couple (1 homme et 1 femme)    | Couple        |
| modifier                                      |               |

| Horaire | Discipline Spécialité | Discipline Spécialité                               | Discipline Spécialité                         | Phase                   | Résultats                                                | Références |
| ------- | --------------------- | --------------------------------------------------- | --------------------------------------------- | ----------------------- | -------------------------------------------------------- | ---------- |
| 9 h 0   |                       | Volley-ball Tournoi féminin                         | Compétition femmes                            | 1/4 de finale           | vs                                                       |            |
| 9 h 30  |                       | Canoë-kayak (course en ligne) K4 500 m              | Compétition hommes                            | Éliminatoires           | -                                                        | -          |
| 9 h 30  |                       | Handball Tournoi féminin                            | Compétition femmes                            | 1/4 de finale           | vs                                                       |            |
| 10 h 0  |                       | Canoë-kayak (course en ligne) K4 500 m              | Compétition femmes                            | Éliminatoires           | -                                                        | -          |
| 10 h 0  |                       | Équitation Saut d'obstacles individuel              | Compétition mixte (hommes et femmes ensemble) | Finale                  | Christian Kukuk · Steve Guerdat · Maikel van der Vleuten |            |
| 10 h 0  |                       | Escalade Combiné (Bloc)                             | Compétition femmes                            | 1/2 finale              | -                                                        | -          |
| 10 h 0  |                       | Plongeon Tremplin à 3 mètres                        | Compétition hommes                            | Qualifications          | -                                                        | -          |
| 10 h 0  |                       | Tennis de table Par équipes                         | Compétition hommes                            | 8e de finale            | -                                                        | -          |
| 10 h 0  |                       | Tennis de table Par équipes                         | Compétition femmes                            | 8e de finale            | -                                                        | -          |
| 10 h 5  |                       | Athlétisme 1 500 m                                  | Compétition femmes                            | 1er tour                | -                                                        | -          |
| 10 h 20 |                       | Athlétisme Lancer du javelot (Groupe A)             | Compétition hommes                            | Qualifications          | -                                                        | -          |
| 10 h 30 |                       | Canoë-kayak (course en ligne) C2 500 m              | Compétition hommes                            | Éliminatoires           | -                                                        | -          |
| 10 h 50 |                       | Athlétisme 110 m haies                              | Compétition hommes                            | Repêchages              | -                                                        | -          |
| 11 h 0  |                       | Basket-ball Tournoi masculin                        | Compétition hommes                            | 1/4 de finale           | vs                                                       |            |
| 11 h 0  |                       | Canoë-kayak (course en ligne) C2 500 m              | Compétition femmes                            | Éliminatoires           | -                                                        | -          |
| 11 h 0  |                       | Lutte Gréco-romaine - Moins de 60 kg                | Compétition hommes                            | Repêchages              | -                                                        | -          |
| 11 h 0  |                       | Lutte Libre - Moins de 68 kg                        | Compétition femmes                            | Repêchages              | -                                                        | -          |
| 11 h 0  |                       | Lutte Gréco-romaine - Moins de 130 kg               | Compétition hommes                            | Repêchages              | -                                                        | -          |
| 11 h 0  |                       | Voile Laser Radial                                  | Compétition femmes                            | Finale                  |                                                          |            |
| 11 h 0  |                       | Voile Laser                                         | Compétition hommes                            | Finale                  |                                                          |            |
| 11 h 0  |                       | Voile Formula Kite (courses 9, 10, 11 et 12)        | Compétition femmes                            | Tour de compétition     | -                                                        | -          |
| 11 h 0  |                       | Voile Formula Kite (courses 9, 10, 11 et 12)        | Compétition hommes                            | Tour de compétition     | -                                                        | -          |
| 11 h 0  |                       | Voile 470 (courses 9 et 10)                         | Compétition mixte (hommes et femmes ensemble) | Tour de compétition     | -                                                        | -          |
| 11 h 0  |                       | Voile Nacra 17 (courses 10, 11 et 12)               | Compétition mixte (hommes et femmes ensemble) | Tour de compétition     | -                                                        | -          |
| 11 h 15 |                       | Athlétisme Saut en longueur                         | Compétition femmes                            | Qualifications          | -                                                        | -          |
| 11 h 20 |                       | Athlétisme 400 m                                    | Compétition femmes                            | Repêchages              | -                                                        | -          |
| 11 h 30 |                       | Canoë-kayak (course en ligne) K2 500 m              | Compétition hommes                            | Éliminatoires           | -                                                        | -          |
| 11 h 30 |                       | Lutte Gréco-romaine - Moins de 77 kg                | Compétition hommes                            | 8e de finale            | -                                                        | -          |
| 11 h 30 |                       | Lutte Libre - Moins de 50 kg                        | Compétition femmes                            | 8e de finale            | -                                                        | -          |
| 11 h 30 |                       | Lutte Gréco-romaine - Moins de 97 kg                | Compétition hommes                            | 8e de finale            | -                                                        | -          |
| 11 h 50 |                       | Athlétisme Lancer du javelot (Groupe B)             | Compétition hommes                            | Qualifications          | -                                                        | -          |
| 12 h 0  |                       | Athlétisme 400 m haies                              | Compétition hommes                            | Repêchages              | -                                                        | -          |
| 12 h 10 |                       | Canoë-kayak (course en ligne) K2 500 m              | Compétition femmes                            | Éliminatoires           | -                                                        | -          |
| 12 h 30 |                       | Athlétisme 200 m                                    | Compétition hommes                            | Repêchages              | -                                                        | -          |
| 12 h 30 |                       | Skateboard Park                                     | Compétition femmes                            | Qualifications          | -                                                        | -          |
| 12 h 50 |                       | Lutte Gréco-romaine - Moins de 77 kg                | Compétition hommes                            | 1/4 de finale           | -                                                        | -          |
| 12 h 50 |                       | Lutte Libre - Moins de 50 kg                        | Compétition femmes                            | 1/4 de finale           | -                                                        | -          |
| 12 h 50 |                       | Lutte Gréco-romaine - Moins de 97 kg                | Compétition hommes                            | 1/4 de finale           | -                                                        | -          |
| 13 h 0  |                       | Escalade Vitesse                                    | Compétition hommes                            | Qualifications          | -                                                        | -          |
| 13 h 0  |                       | Volley-ball Tournoi féminin                         | Compétition femmes                            | 1/4 de finale           | vs                                                       |            |
| 13 h 10 |                       | Canoë-kayak (course en ligne) K4 500 m              | Compétition hommes                            | 1/4 de finale           | -                                                        | -          |
| 13 h 20 |                       | Canoë-kayak (course en ligne) C2 500 m              | Compétition femmes                            | 1/4 de finale           | -                                                        | -          |
| 13 h 30 |                       | Handball Tournoi féminin                            | Compétition femmes                            | 1/4 de finale           | vs                                                       |            |
| 13 h 50 |                       | Canoë-kayak (course en ligne) C2 500 m              | Compétition hommes                            | 1/4 de finale           | -                                                        | -          |
| 14 h 0  |                       | Hockey sur gazon Tournoi masculin                   | Compétition hommes                            | 1/2 finale              | vs                                                       |            |
| 14 h 0  |                       | Water-polo Tournoi féminin                          | Compétition femmes                            | 1/4 de finale           | vs                                                       |            |
| 14 h 10 |                       | Canoë-kayak (course en ligne) K2 500 m              | Compétition femmes                            | 1/4 de finale           | -                                                        | -          |
| 14 h 30 |                       | Basket-ball Tournoi masculin                        | Compétition hommes                            | 1/4 de finale           | vs                                                       |            |
| 14 h 30 |                       | Canoë-kayak (course en ligne) K2 500 m              | Compétition hommes                            | 1/4 de finale           | -                                                        | -          |
| 15 h 0  |                       | Plongeon Haut-vol à 10 mètres                       | Compétition femmes                            | Finale                  | Quan Hongchan · Chen Yuxi · Kim Mi Rae                   |            |
| 15 h 0  |                       | Tennis de table Par équipes                         | Compétition hommes                            | 1/4 de finale           | -                                                        | -          |
| 15 h 0  |                       | Tennis de table Par équipes                         | Compétition femmes                            | 1/4 de finale           | -                                                        | -          |
| 15 h 35 |                       | Water-polo Tournoi féminin                          | Compétition femmes                            | 1/4 de finale           | vs                                                       |            |
| 17 h 0  |                       | Beach-volley                                        | -                                             | 1/4 de finale           | vs                                                       |            |
| 17 h 0  |                       | Volley-ball Tournoi féminin                         | Compétition femmes                            | 1/4 de finale           | vs                                                       |            |
| 17 h 30 |                       | Cyclisme sur piste Poursuite par équipes            | Compétition femmes                            | Qualifications          | -                                                        | -          |
| 17 h 30 |                       | Handball Tournoi féminin                            | Compétition femmes                            | 1/4 de finale           | vs                                                       |            |
| 17 h 30 |                       | Skateboard Park                                     | Compétition femmes                            | Finale                  | Arisa Trew · Kokona Hiraki · Sky Brown                   |            |
| 18 h 0  |                       | Basket-ball Tournoi masculin                        | Compétition hommes                            | 1/4 de finale           | vs                                                       |            |
| 18 h 0  |                       | Beach-volley                                        | -                                             | 1/4 de finale           | vs                                                       |            |
| 18 h 0  |                       | Football Tournoi féminin                            | Compétition femmes                            | 1/2 finale              | vs                                                       |            |
| 18 h 15 |                       | Lutte Gréco-romaine - Moins de 77 kg                | Compétition hommes                            | 1/2 finale              | -                                                        | -          |
| 18 h 35 |                       | Lutte Gréco-romaine - Moins de 97 kg                | Compétition hommes                            | 1/2 finale              | -                                                        | -          |
| 18 h 55 |                       | Lutte Libre - Moins de 50 kg                        | Compétition femmes                            | 1/2 finale              | -                                                        | -          |
| 18 h 59 |                       | Cyclisme sur piste Vitesse par équipes              | Compétition hommes                            | 1er tour                | -                                                        | -          |
| 19 h 0  |                       | Hockey sur gazon Tournoi masculin                   | Compétition hommes                            | 1/2 finale              | vs                                                       |            |
| 19 h 0  |                       | Water-polo Tournoi féminin                          | Compétition femmes                            | 1/4 de finale           | vs                                                       |            |
| 19 h 14 |                       | Cyclisme sur piste Poursuite par équipes            | Compétition hommes                            | 1er tour                | -                                                        | -          |
| 19 h 30 |                       | Lutte Gréco-romaine - Moins de 60 kg                | Compétition hommes                            | Finale                  |                                                          |            |
| 19 h 30 |                       | Natation synchronisée Par équipes - Programme libre | Compétition femmes                            | Tour de compétition     | -                                                        | -          |
| 19 h 35 |                       | Athlétisme 400 m                                    | Compétition hommes                            | 1/2 finale              | -                                                        | -          |
| 19 h 55 |                       | Cyclisme sur piste Vitesse par équipes              | Compétition hommes                            | Course pour la 7e place | -                                                        | -          |
| 19 h 58 |                       | Cyclisme sur piste Vitesse par équipes              | Compétition hommes                            | Course pour la 5e place | -                                                        | -          |
| 20 h 0  |                       | Athlétisme Lancer du marteau                        | Compétition femmes                            | Finale                  |                                                          |            |
| 20 h 0  |                       | Tennis de table Par équipes                         | Compétition hommes                            | 1/4 de finale           | -                                                        | -          |
| 20 h 0  |                       | Tennis de table Par équipes                         | Compétition femmes                            | 1/4 de finale           | -                                                        | -          |
| 20 h 2  |                       | Cyclisme sur piste Vitesse par équipes              | Compétition hommes                            | Finale                  |                                                          |            |
| 20 h 5  |                       | Lutte Gréco-romaine - Moins de 130 kg               | Compétition hommes                            | Finale                  |                                                          |            |
| 20 h 7  |                       | Athlétisme 400 m haies                              | Compétition femmes                            | 1/2 finale              | -                                                        | -          |
| 20 h 20 |                       | Athlétisme Saut en longueur                         | Compétition hommes                            | Finale                  |                                                          |            |
| 20 h 35 |                       | Water-polo Tournoi féminin                          | Compétition femmes                            | 1/4 de finale           | vs                                                       |            |
| 20 h 50 |                       | Athlétisme 1 500 m                                  | Compétition hommes                            | Finale                  |                                                          |            |
| 20 h 50 |                       | Lutte Libre - Moins de 68 kg                        | Compétition femmes                            | Finale                  |                                                          |            |
| 21 h 0  |                       | Beach-volley                                        | -                                             | 1/4 de finale           | vs                                                       |            |
| 21 h 0  |                       | Football Tournoi féminin                            | Compétition femmes                            | 1/2 finale              | vs                                                       |            |
| 21 h 0  |                       | Volley-ball Tournoi féminin                         | Compétition femmes                            | 1/4 de finale           | vs                                                       |            |
| 21 h 10 |                       | Athlétisme 3 000 m steeple                          | Compétition femmes                            | Finale                  |                                                          |            |
| 21 h 30 |                       | Basket-ball Tournoi masculin                        | Compétition hommes                            | 1/4 de finale           | vs                                                       |            |
| 21 h 30 |                       | Boxe Poids welters (Moins de 71 kg)                 | Compétition hommes                            | 1/2 finale              | -                                                        | -          |
| 21 h 30 |                       | Handball Tournoi féminin                            | Compétition femmes                            | 1/4 de finale           | vs                                                       |            |
| 21 h 40 |                       | Athlétisme 200 m                                    | Compétition femmes                            | Finale                  |                                                          |            |
| 22 h 0  |                       | Beach-volley                                        | -                                             | 1/4 de finale           | vs                                                       |            |
| 22 h 2  |                       | Boxe Poids mouches (Moins de 50 kg)                 | Compétition femmes                            | 1/2 finale              | -                                                        | -          |
| 22 h 34 |                       | Boxe Poids welters (Moins de 66 kg)                 | Compétition femmes                            | 1/2 finale              | -                                                        | -          |
| 23 h 6  |                       | Boxe Poids légers (Moins de 60 kg)                  | Compétition femmes                            | Finale                  |                                                          |            |

## Tableaux des médailles
| Rang  | Nation | Or | Argent | Bronze | Total |
| ----- | ------ | -- | ------ | ------ | ----- |
| 1     |        |    |        |        |       |
| 2     |        |    |        |        |       |
| 3     |        |    |        |        |       |
| 4     |        |    |        |        |       |
| 5     |        |    |        |        |       |
| Total |        |    |        |        |       |

| Rang  | Nation | Or | Argent | Bronze | Total |
| ----- | ------ | -- | ------ | ------ | ----- |
| 1     |        |    |        |        |       |
| 2     |        |    |        |        |       |
| 3     |        |    |        |        |       |
| 4     |        |    |        |        |       |
| 5     |        |    |        |        |       |
| Total |        |    |        |        |       |